# Тарантинский язык
Таранти́нский диале́кт (итал. Tarantino, тарант. Tarandíne) — диалект неаполитанского языка, на котором говорят в Апулии — юго-восточном регионе Италии. Большинство носителей языка проживают в апулийском городе Таранто и в одноимённой провинции.

## История
Согласно традиционной легенде, город Таранто был основан около 706 года до н. э. как греческая колония выходцами из Спарты под предводительством Фаланфа. Вплоть до имперского периода город оставался населённым преимущественно греками и являлся частью Великой Греции; греческое название города было Та́рас (др.-греч. Τάρας) или Та́рантос (Τάραντος), латинское — Таре́нт (лат. Tarentum, Tarentus).

## Лексика
В 1811 году уроженец Таранто, священник и агроном Джованни Баттиста Гальярдо в своей книге «Топографическое описание Таранто» так описывал местный диалект: «Диалект полностью отличен от остальных […] — это смесь искажённых греческих и латинских слов». Действительно, современные филологи относят тарантинский диалект к группе салентинских диалектов, в составе которых имеется большое количество слов греческого происхождения. Так, в словаре немецкого филолога и исследователя итальянских диалектов Герхарда Рольфса Vocabolario dei dialetti salentini (с итал. — «Словарь салентинских диалектов», содержатся около 24 000 слов греческого происхождения, около 13 000 число слов латинского происхождения, а остальные примерно 340 000 слов имеют испанское, португальское, каталанское, франкопровансальское, корсиканское, кельтское, германское, английское, турецкое, албанское, далматское, сербохорватское, румынское, еврейское, арабское или берберское происхождение.

## Грамматика
В «Словаре тарантинского диалекта в сравнении с итальянским языком» (1872) Доменико Людовико де Вичентиис выделял следующие особенности тарантинского диалекта:

### Артикли
В тарантинском диалекте, как и в итальянском языке, имеются определённые и неопределённые артикли:
- Определённый артикль мужского рода — u (итал. il, lo), женского рода — a (итал. la). Если последующее слово начинается с гласной — так же, как и в итальянском, артикль принимает форму l’ для обоих родов. Для множественного числа определённый артикль для обоих родов — li (итал. i, gli для мужского и итал. le для женского рода)[3].
- Неопределённые артикли имеют форму nu для мужского рода (итал. un, uno) и na для женского (итал. una). Если следующее слово начинается с гласной артикль принимает форму n’ для обоих родов (итал. un для мужского и un’ для женского). Как и в итальянском языке, неопределённые артикли множественного числа отсутствуют в тарантинском диалекте[3].

### Имена существительные
Де Вичентиис приводит сравнение тарантинской лексики с подобными словами итальянского языка, выделяя следующие закономерности:
- У имён собственных, а также слов, обозначающих родство, часто обрезается конец, и при этом ударение смещается на последний слог, например: Pà (итал. Paolo), Antò (Antonio), cumpà (comapre — «кум»), canì (cognato — «деверь», «зять», «свояк» или «шурин»). При этом если вслед за таким словом идёт прилагательное, обрезание не происходит, например: имя Francì, Francè (итал. Francesco, Francesca), но Francisc mio (итал. Francesco mio)[4].
- Часто множественное число образуется при помощи суффикса iri, иногда с изменением корневой гласной: acijddo (итал. ucello — «птица») → aceddiri, piuno (pugno — «кулак») → piòniri, muntone (macco — вид блюда из бобов) → mintòniri и так далее. В других случаях образование множественного числа происходит при помощи суффикса -i, как и в итальянском: verme (итал. verme — «червь») → viermi (vermi)[4].
- Многие слова, которые в итальянском начинаются со слога gia- («джа»), в тарантинском диалекте начинаются со слога scia- («ша»): sciardino (итал. giardino — «сад»), sciammerga (giamberga — «редингот»). Слова, начинающиеся в итальянском на gio- («джо») приобретают форму sciu- («шу»): sсiurnata (итал. giornata — «день»), sciuvidio (giovedì — «четверг»), а в случае двухсложных слов приобретают форму giu- («джу»): giurno (итал. giorno — «день»)[5].
- Существительные, имеющие в корне гласный o, во множественном числе изменяют его на u: monte (итал. monte — «гора») → munti, votte (botte — «бочка») → vutti[5].

### Имена прилагательные
Прилагательные в тарантийском диалекте, так же как и в итальянском, имеют два рода: мужской (прилагательные оканчиваются на -o) и женский (оканчиваются на -a). Однако, Де Вичентиис обращает внимание на следующие диалектальные особенности, отличающие его от итальянского:
- Если в корне прилагательного мужского рода имеется сочетание -ue-, то в женской форме оно превращается в -o-: stuedico (итал. stupido — «глупый») → stodica, stuerto (итал. storto — «кривой, искривлённый») → storta, muerto (итал. morto — «мёртвый, умерший») → morta[5].
- Местоименные прилагательные имеют следующие формы: stu и sta (итал. questo и questa — «этот», «эта»), а во множественном числе — sti в обоих родах (итал. questi в мужском и queste в женском роде); quid и quedda (итал. quello и quella — «тот», «та»), а во множественном числе — chiddi в обоих родах (итал. quei в мужском и quelle в женском роде)[5].

## Тарантинская Википедия
Существует раздел Википедии на тарантинском языке («Тарантинская Википедия»), первая правка в нём была сделана в 2006 году. По состоянию на 6:47 (UTC) 1 июля 2025 года раздел содержит 9492 статьи (общее число страниц — 18 896); в нём зарегистрировано 12 539 участников, трое из них имеют статус администратора; 13 участников совершили какие-либо действия за последние 30 дней; общее число правок за время существования раздела составляет 150 465.